# Kra Buri (huyện)
Kra Buri (tiếng Thái: กระบุรี) là huyện (amphoe) cực bắc của tỉnh Ranong, miền nam Thái Lan.

## Lịch sử
Mueang Tra (hay Kra) được thành lập vào thời kỳ Ayutthaya làm thành phố cấp 4 thuộc Chumphon.
Kra Buri bị hạ cấp thành huyện thuộc tỉnh Ranong around 1896.

## Địa lý
Các huyện giáp ranh (từ phía đông bắc theo chiều kim đồng hồ) là:   Tha Sae, Mueang Chumphon và Sawi của tỉnh Chumphon, và La-un của tỉnh Ranong. Về phía tây là Tanintharyi Division của Myanma.
Nguồn nước quan trọng ở huyện này là sông Kraburi.

## Hành chính
Huyện này được chia thành 7 phó huyện (tambon), các đơn vị này lại được chia ra thành 60 làng (muban). Nam Chuet là một thị trấn (thesaban tambon) nằm trên một phần của tambon Nam Chuet. Có 7 Tổ chức hành chính tambon quản lý các khu vực phi thành thị.
| \| 1. \| Nam Chuet \| น้ำจืด \| 9 \| 7.729 \| \| \| 2. \| Nam Chuet Noi \| น้ำจืดน้อย \| 6 \| 2.798 \| \| \| 3. \| Mamu \| มะมุ \| 8 \| 4.859 \| \| \| 4. \| Pak Chan \| ปากจั่น \| 11 \| 6.919 \| \| \| 5. \| Lam Liang \| ลำเลียง \| 11 \| 8.186 \| \| \| 6. \| Choporo \| จ.ป.ร. \| 10 \| 11.436 \| \| \| 7. \| Bang Yai \| บางใหญ่ \| 5 \| 2.881 \| \| | Map of Tambon |         |         |        |  |
| STT. | Tên           | Thai    | Số làng |        |  |
| 1. | Nam Chuet     | น้ำจืด    | 9       | 7.729  |  |
| 2. | Nam Chuet Noi | น้ำจืดน้อย | 6       | 2.798  |  |
| 3. | Mamu          | มะมุ     | 8       | 4.859  |  |
| 4. | Pak Chan      | ปากจั่น   | 11      | 6.919  |  |
| 5. | Lam Liang     | ลำเลียง  | 11      | 8.186  |  |
| 6. | Choporo       | จ.ป.ร.  | 10      | 11.436 |  |
| 7. | Bang Yai      | บางใหญ่  | 5       | 2.881  |  |